# Tom Johnson (boxe anglaise, 1964)
Pour les articles homonymes, voir Tom Johnson et Johnson.
Tom Johnson est un boxeur américain né le 15 juillet 1964 à Evansville dans l'Indiana.

## Carrière
Il passe professionnel en 1986 et devient champion du monde des poids plumes IBF le 26 février 1993 en détrônant Manuel Medina aux points par décision partagée. Johnson défend avec succès son titre 11 fois avant de le perdre face au jeune phénomène Naseem Hamed par arrêt de l'arbitre à la 8e reprise le 8 février 1997.
Cette défaite marque un tournant dans sa carrière puisqu'il perd plusieurs autres combats jusqu'à sa retraite en 2002 après avoir été mis hors de combat par Jorge Páez dès la 2e reprise.

## Référence
1. ↑  (en) Tom Johnson vs. Naseem Hamed (boxrec.com)